# Pero fortunata
Pero fortunata is een vlinder uit de familie van de spanners (Geometridae). De wetenschappelijke naam van de soort is voor het eerst geldig gepubliceerd in 1892 door Paul Dognin.

## Ondersoorten
- Pero fortunata fortunata
- Pero fortunata herissa Lévèque, 2005[3]
  - holotype: "male. 13.XI.2001. A.Lévêque. A.Lévêque genitalia slide no. AL 04"
  - instituut: Muséum national d'histoire naturelle. Parijs, Frankrijk
  - typelocatie: "Venezuela, Mérida, route de Mérida a La Azulita, km 56, 1900m"